# Dezessete de Tamuz
O Dezessete de Tamuz (em hebraico:  שבעה עשר בתמוז; romaniz.: Shiv'á Asár beTammúz) é um dia de jejum judaico que relembra a ruptura dos muros de Jerusalém antes da destruição do Segundo Templo. Ocorre no décimo sétimo dia do quarto mês judaico de Tamuz e marca o início do período de luto de Três Semanas que antecede a Tisha B'Av.
É um dia também de arrependimento pela destruição das duas tábuas dos Dez Mandamentos e outras calamidades históricas que se abateram sobre o povo judeu na mesma data.